# Jablan (Donji Vakuf)
Jablan es un pueblo de la municipalidad de Donji Vakuf, en el cantón de Bosnia Central, Bosnia y Herzegovina.

## Superficie
Posee una superficie de 4,92 kilómetros cuadrados.

## Demografía
Hasta 1991 la población era de 55 habitantes.